# BR-060
De BR-060 is een federale snelweg in Brazilië. De snelweg is een radiale weg en verbindt de hoofdstad Brasilia met Bela Vista in de deelstaat Mato Grosso do Sul in het zuidwesten van het land.

## Lengte en staten
De snelweg is 1459 kilometer lang en loopt door het Federaal District en twee staten:
- Goiás
- Mato Grosso do Sul

## Steden
Langs de route liggen de volgende steden:
- Brasilia
- Alexânia
- Abadiânia
- Anápolis
- Terezópolis de Goiás
- Goiânia
- Abadia de Goiás
- Guapó
- Cezarina
- Indiara
- Acreúna
- Santo Antônio da Barra
- Rio Verde
- Jataí
- Serranópolis
- Chapadão do Céu
- Chapadão do Sul
- Paraíso das Águas
- Camapuã
- Bandeirantes
- Jaraguari
- Campo Grande
- Sidrolândia
- Nioaque
- Guia Lopes da Laguna
- Jardim
- Bela Vista